# Michael Dorn
Michael Dorn, född 9 december 1952 i Luling i Texas, är en amerikansk skådespelare.
Han föddes i Luling, Texas men växte upp i Pasadena i Kalifornien. Han studerade radio- och TV-produktion på Pasadena City College. Hans skådespelarkarriär startade 1976 då han hade en liten roll i Rocky. Ett par år senare fick han sin första reguljära roll i TV-serien CHiPs.
Mest känd är han för sin roll som klingonen Worf i TV-serierna Star Trek: The Next Generation och Star Trek: Deep Space Nine.

## Filmografi (urval)
| År   | Titel                                  | Roll                            | Typ av verk och roll                       |
| ---- | -------------------------------------- | ------------------------------- | ------------------------------------------ |
| 1976 | Rocky                                  | Apollo's livvakt                | Långfilm                                   |
| 1979 | CHiPs                                  | Konstapel Jebediah Turner       | TV-serie (1979–1982)                       |
| 1987 | Star Trek: The Next Generation         | Worf                            | TV-serie (1987–1994)                       |
| 1991 | Star Trek VI: The Undiscovered Country | överste Worf                    | Långfilm                                   |
| 1994 | Star Trek: Generations                 | Worf                            | Långfilm                                   |
| 1995 | Fantastic Four                         | Gorgon (röst)                   | Animerad TV-serie, gästskådespelare        |
| 1995 | Star Trek: Deep Space Nine             | Worf                            | TV-serie (1995–1999), även regi            |
| 1996 | Star Trek: First Contact               | Worf                            | Långfilm                                   |
| 1996 | Stålmannen                             | Kalibak (röst)                  | Animerad TV-serie (1996–2000)              |
| 1998 | Star Trek: Insurrection                | Worf                            | Långfilm                                   |
| 2002 | Nu är det jul igen 2                   | John Blund (Sandman)            | Långfilm                                   |
| 2002 | Star Trek: Nemesis                     | Worf                            | Långfilm                                   |
| 2003 | Kim Possible: Tidsapan                 | Rufus 3000 (röst)               | Animerad film                              |
| 2003 | Duck Dodgers                           | Centurion Robot (röst)          | Animerad TV-serie (2003–2005)              |
| 2003 | Justice League Unlimited               | Kalibak / polis (röst)          | Gästroller i animerad TV-serie (2003–2005) |
| 2005 | Family Guy                             | Worf (röst)                     | TV-serie, gästskådespelare                 |
| 2006 | Nu är det jul igen 3                   | John Blund (engelska "Sandman") | Långfilm                                   |
| 2009 | Bionicle 4: The Legend Reborn          | Mata Nui (röst)                 | Animerad film                              |
| 2010 | Starcraft II: Wings of Liberty         | Tassadar (röst)                 | Datorspel                                  |
| 2010 | Fallout: New Vegas                     | Marcus (röst)                   | Datorspel                                  |
| 2013 | Saints Row IV                          | Maero (röst)                    | Datorspel                                  |
| 2015 | Ted 2                                  | Rick                            | Långfilm                                   |